# アレシア・リキューリック
アレシア・リキューリック（Olesia Rykhliuk、1987年12月11日 - ）は、ウクライナの女子バレーボール選手。

## 来歴
2006年、ウクライナ代表に初選出される。ウクライナのクラブリーグで数シーズンプレーした後、2010年にイタリアセリエAのペルージャに移籍した。
2011年、韓国リーグに新参入したIBK企業銀行に加入。2012-13シーズンはリーグ2年目にして初優勝を果たし、自身もMVPを受賞した。2013年にスイスリーグの強豪VBC チューリッヒに移籍し、同年10月の世界クラブ選手権では4位となった。佐野優子とはチームメイトであった。2015年5月の世界クラブ選手権で銅メダルを獲得し、自身もベストオポジット賞に選ばれた。2017年、トルコリーグのベシクタシュへ移籍。2019年からガラタサライでプレーした。2021年、ウクライナ代表として欧州選手権に出場した。

## 所属クラブ
- Jenestra Odessa（2002-2010年）
- ペルージャ（2010-2011年）
- IBK企業銀行アルトス（2011-2013年）
- VBCチューリッヒ（2013-2017年）
- ベシクタシュ（2017-2019年）
- ガラタサライ（2019-2021年）
- クゼイボル（2021-2022年）
- Çukurova Belediyesi SK（2022-2023年）

## 受賞歴
- 2015年 世界クラブ選手権 ベストオポジット賞